# Anne-Marie Garat
Anne-Marie Garat, född 9 oktober 1946 i Bordeaux, Gironde, död 26 juli 2022 i Paris, var en fransk författare.
Garat var utbildad fotograf och hade erfarenhet som lärare i fotografi och film. Hennes litterära debut kom 1984 med romanen L'homme de Blaye.